# Pollo frito coreano
Se llama pollo frito coreano al pollo frito preparado según los gustos gastronómicos coreanos. Se trata de una receta en auge, que tradicionalmente se toma como comida rápida, en bares, o como tentempié en Corea, siendo poco frecuente tomarlo como una comida.
El pollo frito coreano se prepara de forma que se retire la grasa de la piel, obteniendo una corteza descrita por Julia Moskin del New York Times como «fina, crujiente y casi transparente». Los pollos suelen condimentarse tras freírse. En Corea del Sur los pollos son relativamente pequeños, por lo que se fríen enteros en los restaurantes y después se trocean. En otros países los pollos suelen ser mayores, por lo que no resulta satisfactorio freírlos enteros al ser demasiado grandes sus pechugas y muslos. Por esto, muchos restaurantes fuera de Corea sirven alitas y muslos pequeños. Suele acompañarse este plato con rábanos encurtidos, cerveza y soju.